# Surf Records
Surf Records war ein amerikanisches Plattenlabel aus Burbank, Kalifornien, das unter der Leitung Kenny Babcocks zwischen 1957 und 1960 gut 20 Singles in den Genres Pop und Rock ’n’ Roll veröffentlichte. Surf Records war entgegen dem assoziativen Namen nicht auf Surfmusik spezialisiert.

## Geschichte
Der Technikunternehmer Kenny Babcock hatte seit 1953 mit dem Square-Dance-Label Marlinda Records Erfahrung im Musikgeschäft gemacht, als er 1957 mit dem Schwesterlabel Surf Records in den Pop- und Rockmarkt vordrang. Die erste Single in rotem Vinyl enthielten Aufnahmen des Pop-Interpreten Jimmy Kerr. Eine enge Zusammenarbeit ergab sich mit dem Kollegen John Marascalco, der mit Portuguese Joe with the Tennessee Rockabillys und Dorsey Burnette Vertreter des Rockabilly zu Babcocks Label lotste. Dorseys Song Bertha Lou kam auf Surf in einer übersungenen Version von Johnny Faire heraus. Weitere Interpreten auf Surf waren unter anderem Duke Lloyd und Judy Harriet sowie die Country-Grande-Dame Patsy Montana.
Surf Records unterhielt eine eigene Plattenpressmaschine, an der Johnny Faire aka Donnie Brooks selbst mit Hand anlegte, um seine Platten herzustellen. Außerdem waren Kennys Frau Margaret als Songwriterin und sein Sohn Keith ins Familienunternehmen eingebunden.

## Veröffentlichungen
- 1957: Surf 5012 – Jimmy Kerr – Story of Love / Anne Bell
- 1957: Surf 5013 – Judy Matson – Funny You Should Ask / „86 Out“ Song
- 1957: Surf 5014 – Jimmy Kerr – Let Me Be Loved / And There You Were
- 1957: Surf 5015 – Suzanne Summers – A Man’s Gotta Have a Woman / Out of This World / Poor Pedro
- 1957: Surf 5016 – Portuguese Joe with the Tennessee Rockabillys – Miss Ping Pong / Sugar Sugar Honey
- 1957: Surf 5017
- 1957: Surf 5018 – Portuguese Joe with the Tennessee Rockabillys – Star Light Star Bright / Teen Age Riot
- 1957: Surf 5019 – Dorsey Burnette – Bertha Lou / Til the Law Says Stop (unveröffentlicht)
- 1957: Surf 5019 – Johnny Faire – Bertha Lou / Til the Law Says Stop
- 1957: Surf 5020 – The Vogues – Alabama / Left over Love
- 1957: Surf 5021 – Dean Storey – Better You Should Whip-a Me / Ring a Dang Ding
- 1957: Surf 5022 – Duke Lloyd – Grind Me A Pound / Daddy Bird
- 1957: Surf 5023 – Judy Harriet – Tall Paul / ’Nuff Said
- 1957: Surf 5024 – Johnny Faire – Betcha’ I Getcha’ / I Fell for Your Line, Baby
- 1957: Surf 5025
- 1957: Surf 5026 – Carlos Conte – Espana’ / Cuerdas Rotas
- 1958: Surf 5027 – Judy Harriet – La Paloma (So young) / Born Too Late
- 1958: Surf 5028 – Eddie Atwood & The Goodies – Peach Fuzz / Hot Saki
- 1958: Surf 5029 – Del Erickson – Incident’lly I Love You / Love Is a Word
- 1958: Surf 5030
- 1958: Surf 5031 – Francis Hall – Christmas Lullaby / Jack in the Box
- 1959: Surf 5032 – The Chancellors – Scream / Scream One
- 1959: Surf 5033
- 1959: Surf 5034 – Jeff James – Isabella / In My Heart
- 1959: Surf 5035 – Judy Harriet – Just a Guy to Love Me / I Cried for the Last Time
- 1959: Surf 5036 – Duke Lloyd – Middle of a Dream / Time Will Tell
- 1960: Surf 5037 – Patsy Montana – Cowboy’s Sweetheart / Two Time Love
- 1960: Surf 5038 – Wilford Lloyd – How About That / Mrs. Me
- 1960: Surf 5039 – Reggie Olson – You Upset Me / Lookin’ Waitin’ Searchin’ Hopin’